# Formuła 1 Sezon 2016
Sezon 2016 Formuły 1 – 67. sezon Mistrzostw Świata Formuły 1.
Mistrzem świata w klasyfikacji kierowców po raz pierwszy w karierze został Nico Rosberg. Mistrzostwo w klasyfikacji konstruktorów trzeci raz z rzędu zdobył Mercedes.
W mistrzostwach zadebiutował amerykański zespół Haas F1 Team.

## Prezentacje samochodów
| Samochód               | Data i miejsce prezentacji           |
| ---------------------- | ------------------------------------ |
| Williams FW38          | 19 lutego 2016                       |
| Ferrari SF16-H         | 19 lutego 2016                       |
| Haas VF-16             | 21 lutego 2016                       |
| McLaren MP4-31         | 21 lutego 2016                       |
| Mercedes F1 W07 Hybrid | 21 lutego 2016                       |
| Force India VJM09      | 22 lutego 2016 – Montmeló, Hiszpania |
| Manor MRT05            | 22 lutego 2016                       |
| Red Bull RB12          | 22 lutego 2016                       |
| Renault R.S.16         | 22 lutego 2016 – Montmeló, Hiszpania |
| Toro Rosso STR11       | 22 lutego 2016 – Montmeló, Hiszpania |
| Sauber C35             | 29 lutego 2016                       |

## Lista startowa
| Zespół                                 | Konstruktor               | Samochód      | Silnik (1.6 V6T)       | Opony | Nr | Kierowcy wyścigowi | Rundy  | Kierowcy rezerwowi                                          |
| -------------------------------------- | ------------------------- | ------------- | ---------------------- | ----- | -- | ------------------ | ------ | ----------------------------------------------------------- |
| Red Bull Racing                        | Red Bull Racing-TAG Heuer | RB12          | TAG Heuer              | P     | 3  | Daniel Ricciardo   | 1–21   | Pierre Gasly                                                |
| Red Bull Racing                        | Red Bull Racing-TAG Heuer | RB12          | TAG Heuer              | P     | 26 | Daniił Kwiat       | 1–4    | Pierre Gasly                                                |
| Red Bull Racing                        | Red Bull Racing-TAG Heuer | RB12          | TAG Heuer              | P     | 33 | Max Verstappen     | 5–21   | Pierre Gasly                                                |
| Scuderia Ferrari                       | Ferrari                   | SF16-H        | Ferrari 059/5          | P     | 5  | Sebastian Vettel   | 1–21   | Charles Leclerc                                             |
| Scuderia Ferrari                       | Ferrari                   | SF16-H        | Ferrari 059/5          | P     | 7  | Kimi Räikkönen     | 1–21   | Charles Leclerc                                             |
| Mercedes AMG Petronas Formula One Team | Mercedes                  | F1 W07 Hybrid | Mercedes PU106C Hybrid | P     | 6  | Nico Rosberg       | 1–21   | Esteban Ocon Pascal Wehrlein                                |
| Mercedes AMG Petronas Formula One Team | Mercedes                  | F1 W07 Hybrid | Mercedes PU106C Hybrid | P     | 44 | Lewis Hamilton     | 1–21   | Esteban Ocon Pascal Wehrlein                                |
| Haas F1 Team                           | Haas-Ferrari              | VF-16         | Ferrari 059/5          | P     | 8  | Romain Grosjean    | 1–21   | Santino Ferrucci Charles Leclerc                            |
| Haas F1 Team                           | Haas-Ferrari              | VF-16         | Ferrari 059/5          | P     | 21 | Esteban Gutiérrez  | 1–21   | Santino Ferrucci Charles Leclerc                            |
| Sauber F1 Team                         | Sauber-Ferrari            | C35           | Ferrari 059/5          | P     | 9  | Marcus Ericsson    | 1–21   |                                                             |
| Sauber F1 Team                         | Sauber-Ferrari            | C35           | Ferrari 059/5          | P     | 12 | Felipe Nasr        | 1–21   |                                                             |
| Sahara Force India F1 Team             | Force India-Mercedes      | VJM09         | Mercedes PU106C Hybrid | P     | 11 | Sergio Pérez       | 1–21   | Alfonso Celis Nikita Mazepin                                |
| Sahara Force India F1 Team             | Force India-Mercedes      | VJM09         | Mercedes PU106C Hybrid | P     | 27 | Nico Hülkenberg    | 1–21   | Alfonso Celis Nikita Mazepin                                |
| McLaren Honda Formula 1 Team           | McLaren-Honda             | MP4-31        | Honda RA616H           | P     | 14 | Fernando Alonso    | 1,3–21 | Nobuharu Matsushita Stoffel Vandoorne                       |
| McLaren Honda Formula 1 Team           | McLaren-Honda             | MP4-31        | Honda RA616H           | P     | 22 | Jenson Button      | 1–21   | Nobuharu Matsushita Stoffel Vandoorne                       |
| McLaren Honda Formula 1 Team           | McLaren-Honda             | MP4-31        | Honda RA616H           | P     | 47 | Stoffel Vandoorne  | 2      | Nobuharu Matsushita Stoffel Vandoorne                       |
| Williams Martini Racing                | Williams-Mercedes         | FW38          | Mercedes PU106C Hybrid | P     | 19 | Felipe Massa       | 1–21   | Paul di Resta Alex Lynn Gary Paffett Lance Stroll           |
| Williams Martini Racing                | Williams-Mercedes         | FW38          | Mercedes PU106C Hybrid | P     | 77 | Valtteri Bottas    | 1–21   | Paul di Resta Alex Lynn Gary Paffett Lance Stroll           |
| Renault Sport Formula One Team         | Renault                   | R.S.16        | Renault R.E.16         | P     | 20 | Kevin Magnussen    | 1–21   | Carmen Jordá Nicholas Latifi Esteban Ocon Siergiej Sirotkin |
| Renault Sport Formula One Team         | Renault                   | R.S.16        | Renault R.E.16         | P     | 30 | Jolyon Palmer      | 1–21   | Carmen Jordá Nicholas Latifi Esteban Ocon Siergiej Sirotkin |
| Scuderia Toro Rosso                    | Toro Rosso-Ferrari        | STR11         | Ferrari 059/4          | P     | 26 | Daniił Kwiat       | 5–21   |                                                             |
| Scuderia Toro Rosso                    | Toro Rosso-Ferrari        | STR11         | Ferrari 059/4          | P     | 33 | Max Verstappen     | 1–4    |                                                             |
| Scuderia Toro Rosso                    | Toro Rosso-Ferrari        | STR11         | Ferrari 059/4          | P     | 55 | Carlos Sainz Jr.   | 1–21   |                                                             |
| Pertamina Manor Racing MRT             | MRT-Mercedes              | MRT05         | Mercedes PU106C Hybrid | P     | 31 | Esteban Ocon       | 13–21  | Rio Haryanto Jordan King Alexander Rossi                    |
| Pertamina Manor Racing MRT             | MRT-Mercedes              | MRT05         | Mercedes PU106C Hybrid | P     | 88 | Rio Haryanto       | 1–12   | Rio Haryanto Jordan King Alexander Rossi                    |
| Pertamina Manor Racing MRT             | MRT-Mercedes              | MRT05         | Mercedes PU106C Hybrid | P     | 94 | Pascal Wehrlein    | 1–21   | Rio Haryanto Jordan King Alexander Rossi                    |
| Zespół                                 | Konstruktor               | Samochód      | Silnik (1.6 V6T)       | Opony | Nr | Kierowcy wyścigowi | Rundy  | Kierowcy rezerwowi                                          |

### Piątkowi kierowcy
Jeśli kierowca brał udział w piątkowym treningu, symbol oznacza, którego z kierowców wyścigowych zastąpił.

Udział kierowcy w całym weekendzie wyścigowym zaznaczono przez pogrubioną nazwę zespołu, w którym startował.
| Kierowca          | Nr | Zespół      | Australia | Bahrajn |  | Rosja | Hiszpania | Monako | Kanada | Unia Europejska | Austria | Wielka Brytania | Węgry | Niemcy | Belgia | Włochy | Singapur | Malezja | Japonia | Stany Zjednoczone | Meksyk | Brazylia |       |
| ----------------- | -- | ----------- | --------- | ------- |  | ----- | --------- | ------ | ------ | --------------- | ------- | --------------- | ----- | ------ | ------ | ------ | -------- | ------- | ------- | ----------------- | ------ | -------- | ----- |
| Alfonso Celis     | 34 | Force India |           | PER     |  | HUL   |           |        |        |                 | PER     |                 |       |        |        | HUL    |          |         |         | PER               |        |          |       |
| Jordan King       | 42 | MRT         |           |         |  |       |           |        |        |                 |         |                 |       |        |        |        |          |         |         | WEH               |        |          | OCO   |
| Esteban Ocon      | 45 | Renault     |           |         |  |       | PAL       |        |        |                 |         | MAG             | MAG   | PAL    | Manor  | Manor  | Manor    | Manor   | Manor   | Manor             | Manor  | Manor    | Manor |
| Siergiej Sirotkin | 46 | Renault     |           |         |  | MAG   |           |        |        |                 |         |                 |       |        |        |        |          |         |         |                   |        | MAG      |       |
| Charles Leclerc   | 50 | Haas        |           |         |  |       |           |        |        |                 |         | GUT             | GUT   | GUT    |        |        |          |         |         |                   |        | GUT      |       |

### Zmiany wśród zespołów
- Pod koniec 2013 roku rozpoczął się nabór FIA na nowy zespół Formuły 1[67]. Jednym z aplikantów był amerykański biznesmen i właściciel zespołu NASCAR, Gene Haas[68]. 11 kwietnia kandydatura Haasa została zaakceptowana, co oznaczało dołączenie zespołu Haas do stawki w sezonie 2015[69]. Haas zdecydował się jednak przełożyć debiut na rok 2016 celem lepszego przygotowania się[70].
- Renault powróci do Formuły 1 w charakterze konstruktora po zakupie Lotusa od spółki Genii Capital[71]. Udział Lotusa w sezonie 2016 był kwestionowany ze względu na zaległości podatkowe Lotusa względem HMRC[72].
- Zespół startujący w 2015 roku jako Manor Marussia F1 Team zmienił nazwę na Manor Racing, natomiast nazwę konstruktora przemianowano z „Marussia” na „Manor”[73]; ponadto podwozie samochodu będzie nosiło nazwę „MRT”[74]. Mimo wycofania się Marussi w trakcie sezonu 2014 powstały na jej bazie zespół dzięki wsparciu Stephena Fitzpatricka przystąpił do zmagań w 2015 roku, jednak korzystał ze zgłoszenia Marussi[75]. Zmiana nazwy jest zatem związana z chęcią wyzbycia się jakichkolwiek powiązań z Marussia Motors[73].
- Manor od roku 2016 będzie korzystać z silników Mercedesa. W latach 2014–2015 zespół używał jednostek Ferrari[61].
- Toro Rosso postanowiło zamienić stosowane przez zespół w latach 2014–2015 jednostki Renault na silniki Ferrari. Będą to jednostki w specyfikacji z 2015 roku[59].
- Stosowane przez Red Bulla silniki Renault będą używane pod nazwą TAG Heuer[14].

### Zmiany wśród kierowców

#### Haas F1 Team
- Pierwszym kierowcą Haasa został Francuz Romain Grosjean, były kierowca Renault i Lotusa, zdobywca dziesięciu podiów[27].
- Partnerem Grosjeana został były zawodnik Saubera oraz tester Ferrari, Meksykanin Esteban Gutiérrez[29].

#### Manor Racing
- Kierowcą zespołu został Pascal Wehrlein, kierowca testowy Mercedesa oraz mistrz serii DTM[25].
- Drugim kierowcą Manora został Indonezyjczyk Rio Haryanto[66], który otrzymał od rządu Indonezji i koncernu Pertamina finansowe wsparcie w wysokości 15 milionów euro[76]. O posadę kierowcy zespołu ubiegali się także kierowcy Marussi w sezonie 2015 – Will Stevens oraz Alexander Rossi[66].
- Od GP Belgii Rio Haryanto zostanie zastąpiony przez Estebana Ocona (wychowanka Mercedesa). Haryanto miał tylko opłacone starty do GP Węgier (lecz w GP Niemiec wystartował), który nie zgromadził dalszych środków finansowych aby dokończyć sezon.

Red Bull Racing
- Od GP Hiszpanii kierowcą Red Bull Racing został Max Verstappen zastępując Daniiła Kwiata, który zajął jego miejsce w zespole Toro Rosso.

#### Renault Sport Formula 1 Team
- Nowym kierowcą zespołu został brytyjski debiutant Jolyon Palmer, w sezonie 2015 kierowca testowy Lotusa[57].
- W związku z wycofaniem wsparcia przez PDVSA miejsce w zespole utracił zwycięzca Grand Prix Hiszpanii 2012, Pastor Maldonado[77]. Jego miejsce zajął były kierowca McLarena, Kevin Magnussen[53].

Scuderia Toro Rosso
- Od GP Hiszpanii kierowcą zespołu został Daniił Kwiat, którego miejsce w Red Bull Racing zajął Max Verstappen.

## Kalendarz
Poniższa tabela obejmuje Grand Prix, które znalazły się w kalendarzu na sezon 2016, ogłoszonym 2 grudnia 2015 roku.
| 1 | 2 | 3 | 4 |
| --- | --- | --- | --- |
| Grand Prix Australii 18-20 marca Szczegółowy rezultatPP: L. Hamilton (Mercedes) P1: N. Rosberg (Mercedes) NO: D. Ricciardo (Red Bull) | Grand Prix Bahrajnu 1-3 kwietnia Szczegółowy rezultatPP: L. Hamilton (Mercedes) P1: N. Rosberg (Mercedes) NO: N. Rosberg (Mercedes)         | Grand Prix Chin 15-17 kwietnia Szczegółowy rezultatPP: N. Rosberg (Mercedes) P1: N. Rosberg (Mercedes) NO: N. Hülkenberg (Force India)      | Grand Prix Rosji 29 kwietnia-1 maja Szczegółowy rezultatPP: N. Rosberg (Mercedes) P1: N. Rosberg (Mercedes) NO: N. Rosberg (Mercedes)              |
| 5 | 6 | 7 | 8 |
| Grand Prix Hiszpanii 13-15 maja Szczegółowy rezultatPP: L. Hamilton (Mercedes) P1: M. Verstappen (Red Bull) NO: D. Kwiat (Toro Rosso) | Grand Prix Monako 26-29 maja Szczegółowy rezultatPP: D. Ricciardo (Red Bull) P1: L. Hamilton (Mercedes) NO: L. Hamilton (Mercedes)          | Grand Prix Kanady 10-12 czerwca Szczegółowy rezultatPP: L. Hamilton (Mercedes) P1: L. Hamilton (Mercedes) NO: N. Rosberg (Mercedes)         | Grand Prix Europy 17-19 czerwca Szczegółowy rezultatPP: N. Rosberg (Mercedes) P1: N. Rosberg (Mercedes) NO: N. Rosberg (Mercedes)                  |
| 9 | 10 | 11 | 12 |
| Grand Prix Austrii 1-3 lipca Szczegółowy rezultatPP: L. Hamilton (Mercedes) P1: L. Hamilton (Mercedes) NO: L. Hamilton (Mercedes)     | Grand Prix Wielkiej Brytanii 8-10 lipca Szczegółowy rezultatPP: L. Hamilton (Mercedes) P1: L. Hamilton (Mercedes) NO: N. Rosberg (Mercedes) | Grand Prix Węgier 22-24 lipca Szczegółowy rezultatPP: N. Rosberg (Mercedes) P1: L. Hamilton (Mercedes) NO: K. Räikkönen (Ferrari)           | Grand Prix Niemiec 29-31 lipca Szczegółowy rezultatPP: N. Rosberg (Mercedes) P1: L. Hamilton (Mercedes) NO: D. Ricciardo (Red Bull)                |
| 13 | 14 | 15 | 16 |
| Grand Prix Belgii 26-28 sierpnia Szczegółowy rezultatPP: N. Rosberg (Mercedes) P1: N. Rosberg (Mercedes) NO: L. Hamilton (Mercedes)   | Grand Prix Włoch 2-4 września Szczegółowy rezultatPP: L. Hamilton (Mercedes) P1: N. Rosberg (Mercedes) NO: F. Alonso (McLaren)              | Grand Prix Singapuru 16-18 września Szczegółowy rezultatPP: N. Rosberg (Mercedes) P1: N. Rosberg (Mercedes) NO: D. Ricciardo (Red Bull)     | Grand Prix Malezji 30 września-2 października Szczegółowy rezultatPP: L. Hamilton (Mercedes) P1: D. Ricciardo (Red Bull) NO: N. Rosberg (Mercedes) |
| 17 | 18 | 19 | 20 |
| Grand Prix Japonii 7-9 października Szczegółowy rezultatPP: N. Rosberg (Mercedes) P1: N. Rosberg (Mercedes) NO: S. Vettel (Ferrari)   | Grand Prix USA 21-23 października Szczegółowy rezultatPP: L. Hamilton (Mercedes) P1: L. Hamilton (Mercedes) NO: S. Vettel (Ferrari)         | Grand Prix Meksyku 28-30 października Szczegółowy rezultatPP: L. Hamilton (Mercedes) P1: L. Hamilton (Mercedes) NO: D. Ricciardo (Red Bull) | Grand Prix Brazylii 11-13 listopada Szczegółowy rezultatPP: L. Hamilton (Mercedes) P1: L. Hamilton (Mercedes) NO: M. Verstappen (Red Bull)         |
| 21 | | | |
| Grand Prix Abu Zabi 25-27 listopada Szczegółowy rezultatPP: L. Hamilton (Mercedes) P1: L. Hamilton (Mercedes) NO: S. Vettel (Ferrari) | | | |

### Zmiany w kalendarzu
- Po czterech latach przerwy powrócił wyścig o Grand Prix Europy. Obiektem zmagań był tor Bakı Şəhər Halqası[78][79].
- Do kalendarza powrócił wyścig o Grand Prix Niemiec na torze Hockenheimring[78].
- Grand Prix Malezji przeniesiono z marca na październik[78].
- Grand Prix Rosji przeniesiono z października na maj[78].

## Zmiany w regulaminie
- Liczba przedsezonowych testów zostanie zredukowana z trzech do dwóch[80].
- W związku z kontrowersyjnym angażem 17-letniego Maxa Verstappena FIA zdecydowała się na zmianę procedury przyznawania superlicencji. Za konkretne osiągnięcia w różnych seriach wyścigowych będą przyznawane punkty. Aby móc uzyskać superlicencję, dany kierowca będzie musiał uzyskać 40 punktów w ciągu trzech lat[81][82].

## Klasyfikacje
| Legenda oznaczeń w tabelach wyników Wyświetl szablon na nowej stronie | Legenda oznaczeń w tabelach wyników Wyświetl szablon na nowej stronie                                                                     |
| Oznaczenie                                                            | Wyjaśnienie |
| --------------------------------------------------------------------- | --- |
| Złoty                                                                 | Zwycięzca lub mistrzostwo |
| Srebrny                                                               | 2. miejsce lub wicemistrzostwo |
| Brązowy                                                               | 3. miejsce lub II wicemistrzostwo |
| Zielony                                                               | Ukończył, punktował (w klasyfikacji generalnej, gdy zdobył co najmniej jeden punkt na przestrzeni sezonu, poza trzema powyższymi opcjami) |
| Niebieski                                                             | Ukończył, nie punktował (w klasyfikacji generalnej, gdy nie zdobył co najmniej jednego punktu na przestrzeni sezonu)                      |
| Czerwony                                                              | Nie zakwalifikował się (NZ) |
| Czerwony                                                              | Nie prekwalifikował się (NPK) |
| Różowy                                                                | Nie ukończył (NU) |
| Różowy                                                                | Niesklasyfikowany (NS) (w klasyfikacji generalnej, gdy nie został sklasyfikowany w żadnym wyścigu sezonu)                                 |
| Czarny                                                                | Zdyskwalifikowany (DK) |
| Czarny                                                                | Wykluczony (WYK/EX) |
| Biały                                                                 | Nie wystartował (NW) |
| Biały                                                                 | Kontuzjowany (K/INJ) |
| Biały                                                                 | Wyścig odwołany (OD/C) |
| Bez koloru                                                            | Został wycofany (WYC/WD) |
| Bez koloru                                                            | Nie przybył (NP/DNA) |
| Bez koloru                                                            | Nie brał udziału w treningach (NT/DNP) |
| Bez koloru                                                            | Nie został zgłoszony (–) |
| Pogrubienie                                                           | Start z pole position |
| Kursywa                                                               | Najszybsze okrążenie wyścigu |
| †                                                                     | Nie ukończył, ale jego rezultat został zaliczony ze względu na przejechanie więcej niż 90% dystansu wyścigu.                              |
| *                                                                     | Sezon w trakcie |
| 1/2/3                                                                 | Punktowana pozycja w sprincie |
| Lista systemów punktacji Formuły 1                                    | |

### Kierowcy
| Poz. | Kierowca          | Zespół              | Australia | Bahrajn |    | Rosja | Hiszpania | Monako | Kanada | Unia Europejska | Austria | Wielka Brytania | Węgry | Niemcy | Belgia | Włochy | Singapur | Malezja | Japonia | Stany Zjednoczone | Meksyk | Brazylia |    | Punkty |
| ---- | ----------------- | ------------------- | --------- | ------- | -- | ----- | --------- | ------ | ------ | --------------- | ------- | --------------- | ----- | ------ | ------ | ------ | -------- | ------- | ------- | ----------------- | ------ | -------- | -- | ------ |
| 1    | Nico Rosberg      | Mercedes            | 1         | 1       | 1  | 1     | NU        | 7      | 5      | 1               | 4       | 3               | 2     | 4      | 1      | 1      | 1        | 3       | 1       | 2                 | 2      | 2        | 2  | 385    |
| 2    | Lewis Hamilton    | Mercedes            | 2         | 3       | 7  | 2     | NU        | 1      | 1      | 5               | 1       | 1               | 1     | 1      | 3      | 2      | 3        | NU      | 3       | 1                 | 1      | 1        | 1  | 380    |
| 3    | Daniel Ricciardo  | Red Bull            | 4         | 4       | 4  | 11    | 4         | 2      | 7      | 7               | 5       | 4               | 3     | 2      | 2      | 5      | 2        | 1       | 6       | 3                 | 3      | 8        | 5  | 256    |
| 4    | Sebastian Vettel  | Ferrari             | 3         | NW      | 2  | NU    | 3         | 4      | 2      | 2               | NU      | 9               | 4     | 5      | 6      | 3      | 5        | NU      | 4       | 4                 | 5      | 5        | 3  | 212    |
| 5    | Max Verstappen    | Toro Rosso/Red Bull | 10        | 6       | 8  | NU    | 1         | NU     | 4      | 8               | 2       | 2               | 5     | 3      | 11     | 7      | 6        | 2       | 2       | NU                | 4      | 3        | 4  | 204    |
| 6    | Kimi Räikkönen    | Ferrari             | NU        | 2       | 5  | 3     | 2         | NU     | 6      | 4               | 3       | 5               | 6     | 6      | 9      | 4      | 4        | 4       | 5       | NU                | 6      | NU       | 6  | 186    |
| 7    | Sergio Pérez      | Force India         | 13        | 16      | 11 | 9     | 7         | 3      | 10     | 3               | 17†     | 6               | 11    | 10     | 5      | 8      | 8        | 6       | 7       | 8                 | 10     | 4        | 8  | 101    |
| 8    | Valtteri Bottas   | Williams            | 8         | 9       | 10 | 4     | 5         | 12     | 3      | 6               | 9       | 14              | 9     | 9      | 8      | 6      | NU       | 5       | 10      | 16                | 8      | 11       | NU | 85     |
| 9    | Nico Hülkenberg   | Force India         | 7         | 15      | 15 | NU    | NU        | 6      | 8      | 9               | 19†     | 7               | 10    | 7      | 4      | 10     | NU       | 8       | 8       | NU                | 7      | 7        | 7  | 72     |
| 10   | Fernando Alonso   | McLaren             | NU        | INJ     | 12 | 6     | NU        | 5      | 11     | NU              | 18†     | 13              | 7     | 12     | 7      | 14     | 7        | 7       | 16      | 5                 | 13     | 10       | 10 | 54     |
| 11   | Felipe Massa      | Williams            | 5         | 8       | 6  | 5     | 8         | 10     | NU     | 10              | 20†     | 11              | 18    | NU     | 10     | 9      | 12       | 13      | 9       | 7                 | 9      | NU       | 9  | 53     |
| 12   | Carlos Sainz      | Toro Rosso          | 9         | NU      | 9  | 12    | 6         | 8      | 9      | NU              | 8       | 8               | 8     | 14     | NU     | 15     | 14       | 11      | 17      | 6                 | 16     | 6        | NU | 46     |
| 13   | Romain Grosjean   | Haas                | 6         | 5       | 19 | 8     | NU        | 13     | 14     | 13              | 7       | NU              | 14    | 13     | 13     | 11     | NW       | NU      | 11      | 10                | 20     | NW       | 11 | 29     |
| 14   | Daniił Kwiat      | Red Bull/Toro Rosso | NW        | 7       | 3  | 15    | 10        | NU     | 12     | NU              | NU      | 10              | 16    | 15     | 14     | NU     | 9        | 14      | 13      | 11                | 18     | 13       | NU | 25     |
| 15   | Jenson Button     | McLaren             | 14        | NU      | 13 | 10    | 9         | 9      | NU     | 11              | 6       | 12              | NU    | 8      | NU     | 12     | NU       | 9       | 18      | 9                 | 12     | 16       | NU | 21     |
| 16   | Kevin Magnussen   | Renault             | 12        | 11      | 17 | 7     | 15        | NU     | 16     | 14              | 14      | 17†             | 15    | 16     | NU     | 17     | 10       | NU      | 14      | 12                | 17     | 14       | NU | 7      |
| 17   | Felipe Nasr       | Sauber              | 15        | 14      | 20 | 16    | 14        | NU     | 18     | 12              | 13      | 15              | 17    | NU     | 17     | NU     | 13       | NU      | 19      | 15                | 15     | 9        | 16 | 2      |
| 18   | Jolyon Palmer     | Renault             | 11        | NW      | 22 | 13    | 13        | NU     | NU     | 15              | 12      | NU              | 12    | 19     | 15     | NU     | 15       | 10      | 12      | 13                | 14     | NU       | 17 | 1      |
| 19   | Pascal Wehrlein   | MRT                 | 16        | 13      | 18 | 18    | 16        | 14     | 17     | NU              | 10      | NU              | 19    | 17     | NU     | NU     | 16       | 15      | 22      | 17                | NU     | 15       | 14 | 1      |
| 20   | Stoffel Vandoorne | McLaren             | –         | 10      | –  | –     | –         | –      | –      | –               | –       | –               | –     | –      | –      | –      | –        | –       | –       | –                 | –      | –        | –  | 1      |
| 21   | Esteban Gutiérrez | Haas                | NU        | NU      | 14 | 17    | 11        | 11     | 13     | 16              | 11      | 16              | 12    | 11     | 12     | 13     | 11       | NU      | 20      | NU                | 19     | NU       | 12 | 0      |
| 22   | Marcus Ericsson   | Sauber              | NU        | 12      | 16 | 14    | 12        | NU     | 15     | 17              | 15      | NU              | 20    | 18     | NU     | 16     | 17       | 12      | 15      | 14                | 11     | NU       | 15 | 0      |
| 23   | Esteban Ocon      | MRT                 | –         | –       | –  | –     | –         | –      | –      | –               | –       | –               | –     | –      | 16     | 18     | 18       | 16      | 21      | 18                | 21     | 12       | 13 | 0      |
| 24   | Rio Haryanto      | MRT                 | NU        | 17      | 21 | NU    | 17        | 15     | 19     | 18              | 16      | NU              | 21    | 20     | –      | –      | –        | –       | –       | –                 | –      | –        | –  | 0      |
| Poz. | Kierowca          | Zespół              | Australia | Bahrajn |    | Rosja | Hiszpania | Monako | Kanada | Unia Europejska | Austria | Wielka Brytania | Węgry | Niemcy | Belgia | Włochy | Singapur | Malezja | Japonia | Stany Zjednoczone | Meksyk | Brazylia |    | Punkty |

### Konstruktorzy
| Poz. | Konstruktor               | Nr | Australia | Bahrajn |    | Rosja | Hiszpania | Monako | Kanada | Unia Europejska | Austria | Wielka Brytania | Węgry | Niemcy | Belgia | Włochy | Singapur | Malezja | Japonia | Stany Zjednoczone | Meksyk | Brazylia |    | Punkty |
| ---- | ------------------------- | -- | --------- | ------- | -- | ----- | --------- | ------ | ------ | --------------- | ------- | --------------- | ----- | ------ | ------ | ------ | -------- | ------- | ------- | ----------------- | ------ | -------- | -- | ------ |
| 1    | Mercedes                  | 6  | 1         | 1       | 1  | 1     | NU        | 7      | 5      | 1               | 4       | 3               | 2     | 4      | 1      | 1      | 1        | 3       | 1       | 2                 | 2      | 2        | 2  | 765    |
| 1    | Mercedes                  | 44 | 2         | 3       | 7  | 2     | NU        | 1      | 1      | 5               | 1       | 1               | 1     | 1      | 3      | 2      | 3        | NU      | 3       | 1                 | 1      | 1        | 1  | 765    |
| 2    | Red Bull Racing TAG Heuer | 3  | 4         | 4       | 4  | 11    | 4         | 2      | 7      | 7               | 5       | 4               | 3     | 2      | 2      | 5      | 2        | 1       | 6       | 3                 | 3      | 8        | 5  | 468    |
| 2    | Red Bull Racing TAG Heuer | 26 | NW        | 7       | 3  | 15    | –         | –      | –      | –               | –       | –               | –     | –      | –      | –      | –        | –       | –       | –                 | –      | –        | –  | 468    |
| 2    | Red Bull Racing TAG Heuer | 33 | –         | –       | –  | –     | 1         | NU     | 4      | 8               | 2       | 2               | 5     | 3      | 11     | 7      | 6        | 2       | 2       | NU                | 4      | 3        | 4  | 468    |
| 3    | Ferrari                   | 5  | 3         | NW      | 2  | NU    | 3         | 4      | 2      | 2               | NU      | 9               | 4     | 5      | 6      | 3      | 5        | NU      | 4       | 4                 | 5      | 5        | 3  | 398    |
| 3    | Ferrari                   | 7  | NU        | 2       | 5  | 3     | 2         | NU     | 6      | 4               | 3       | 5               | 6     | 6      | 9      | 4      | 4        | 4       | 5       | NU                | 6      | NU       | 6  | 398    |
| 4    | Force India Mercedes      | 11 | 13        | 16      | 11 | 9     | 7         | 3      | 10     | 3               | 17†     | 6               | 11    | 10     | 5      | 8      | 8        | 6       | 7       | 8                 | 10     | 4        | 8  | 173    |
| 4    | Force India Mercedes      | 27 | 7         | 15      | 15 | NU    | NU        | 6      | 8      | 9               | 19†     | 7               | 10    | 7      | 4      | 10     | NU       | 8       | 8       | NU                | 7      | 7        | 7  | 173    |
| 5    | Williams Mercedes         | 19 | 5         | 8       | 6  | 5     | 8         | 10     | NU     | 10              | 20†     | 11              | 18    | NU     | 10     | 9      | 12       | 13      | 9       | 7                 | 9      | NU       | 9  | 138    |
| 5    | Williams Mercedes         | 77 | 8         | 9       | 10 | 4     | 5         | 12     | 3      | 6               | 9       | 14              | 9     | 9      | 8      | 6      | NU       | 5       | 10      | 16                | 8      | 11       | NU | 138    |
| 6    | McLaren Honda             | 14 | NU        | INJ     | 12 | 6     | NU        | 5      | 11     | NU              | 18†     | 13              | 7     | 12     | 7      | 14     | 7        | 7       | 16      | 5                 | 13     | 10       | 10 | 76     |
| 6    | McLaren Honda             | 22 | 14        | NU      | 13 | 10    | 9         | 9      | NU     | 11              | 6       | 12              | NU    | 8      | NU     | 12     | NU       | 9       | 18      | 9                 | 12     | 16       | NU | 76     |
| 6    | McLaren Honda             | 47 | –         | 10      | –  | –     | –         | –      | –      | –               | –       | –               | –     | –      | –      | –      | –        | –       | –       | –                 | –      | –        | –  | 76     |
| 7    | Toro Rosso Ferrari        | 26 | –         | –       | –  | –     | 10        | NU     | 12     | NU              | NU      | 10              | 16    | 15     | 14     | NU     | 9        | 14      | 13      | 11                | 18     | 13       | NU | 63     |
| 7    | Toro Rosso Ferrari        | 33 | 10        | 6       | 8  | NU    | –         | –      | –      | –               | –       | –               | –     | –      | –      | –      | –        | –       | –       | –                 | –      | –        | –  | 63     |
| 7    | Toro Rosso Ferrari        | 55 | 9         | NU      | 9  | 12    | 6         | 8      | 9      | NU              | 8       | 8               | 8     | 14     | NU     | 15     | 14       | 11      | 17      | 6                 | 16     | 6        | NU | 63     |
| 8    | Haas Ferrari              | 8  | 6         | 5       | 19 | 8     | NU        | 13     | 14     | 13              | 7       | NU              | 14    | 13     | 13     | 11     | NW       | NU      | 11      | 10                | 20     | NW       | 11 | 29     |
| 8    | Haas Ferrari              | 21 | NU        | NU      | 14 | 17    | 11        | 11     | 13     | 16              | 11      | 16              | 12    | 11     | 12     | 13     | 11       | NU      | 20      | NU                | 19     | NU       | 12 | 29     |
| 9    | Renault                   | 20 | 12        | 11      | 17 | 7     | 15        | NU     | 16     | 14              | 14      | 17†             | 15    | 16     | NU     | 17     | 10       | NU      | 14      | 12                | 17     | 14       | NU | 8      |
| 9    | Renault                   | 30 | 11        | NW      | 22 | 13    | 13        | NU     | NU     | 15              | 12      | NU              | 12    | 19     | 15     | NU     | 15       | 10      | 12      | 13                | 14     | NU       | 17 | 8      |
| 10   | Sauber Ferrari            | 9  | NU        | 12      | 16 | 14    | 12        | NU     | 15     | 17              | 15      | NU              | 20    | 18     | NU     | 16     | 17       | 12      | 15      | 14                | 11     | NU       | 15 | 2      |
| 10   | Sauber Ferrari            | 12 | 15        | 14      | 20 | 16    | 14        | NU     | 18     | 12              | 13      | 15              | 17    | NU     | 17     | NU     | 13       | NU      | 19      | 15                | 15     | 9        | 16 | 2      |
| 11   | MRT Mercedes              | 31 | –         | –       | –  | –     | –         | –      | –      | –               | –       | –               | –     | –      | 16     | 18     | 18       | 16      | 21      | 18                | 21     | 12       | 13 | 1      |
| 11   | MRT Mercedes              | 88 | NU        | 17      | 21 | NU    | 17        | 15     | 19     | 18              | 16      | NU              | 21    | 20     | –      | –      | –        | –       | –       | –                 | –      | –        | –  | 1      |
| 11   | MRT Mercedes              | 94 | 16        | 13      | 18 | 18    | 16        | 14     | 17     | NU              | 10      | NU              | 19    | 17     | NU     | NU     | 16       | 15      | 22      | 17                | NU     | 15       | 14 | 1      |
| Poz. | Konstruktor               | Nr | Australia | Bahrajn |    | Rosja | Hiszpania | Monako | Kanada | Unia Europejska | Austria | Wielka Brytania | Węgry | Niemcy | Belgia | Włochy | Singapur | Malezja | Japonia | Stany Zjednoczone | Meksyk | Brazylia |    | Punkty |